# Ivo
Ivo je moško osebno ime.

## Izvor imena
V južnoslovanskih jezikih je ime Ivo običajna skrajšana oblika imena Ivan. V drugih (romanskih, germanskih in drugih slovanskih) jezikih obstaja enakozvočno ime (Ivo), ki je pa germanskega ali keltskega izvora.

## Različice imena
- moške oblike imena: Ive, Ivi, Ivica, Ivko
- ženska oblika imena: Iva

## Tujejezikovne oblike imena
- moške oblike imena: Yves, Yve, Yvon
- ženske oblike imena: Yvonne, Yvette

## Pogostost imena
Po podatkih Statističnega urada Republike Slovenije je bilo na dan 31. decembra 2007 v Sloveniji število moških oseb z imenom Ivo: 1.092. Med vsemi moškimi imeni pa je ime Ivo po pogostosti uporabe uvrščeno na 158. mesto.

## Osebni praznik
V koledarju je ime Ivo zapisano skupaj z imenom Ivan oziroma Janez.

## Priimki nastaki iz imena
Iz imena Ivo so nastali tudi naslednji priimki: Iveta, Ivič, Ivić, Ivko, Ivoje, Ivša, Ivše